# Analampasina
Analampasina est une commune rurale malgache située dans la région de Vatovavy.